# Cabombàcies
Cabombàcia (Cabombaceae) és una família de plantes amb flor.
Els sistema de classificació filogenètic APG II, de 2003, inclou de fet la família de les cabombàciesdins la família Nymphaeaceae, però la considera com opcionalment segregable d'ella i la ubica entre els llinatges bàsics del clade angiospermes.

## Gèneres
La família consta de dos gèneres de plantes aquàtiques:
- Brasenia
- Cabomba

En total la família consta d'unes sis espècies de plantes aquàtiques.